# Luis Ortiz
Luis Ortiz (ur. 29 marca 1979 w Camagüey) – kubański bokser wagi ciężkiej, były tymczasowy mistrz świata organizacji WBA.

## Kariera amatorska
Bilans walk amatorskich Ortiza to 343 wygrane i tylko 19 porażek. Ortiz reprezentował Kubę na wielu imprezach międzynarodowych w kategorii do 91 kg. Jest amatorskim mistrzem Kuby z 2006 roku.
Medale na amatorskich mistrzostwach Kuby:
- 2002 - Srebrny medal 95 kg
- 2003 - Brązowy medal 91+ kg
- 2005 - Srebrny medal 91 kg
- 2006 - Złoty medal 91 kg
- 2008 - Brązowy medal 91+ kg

Sukcesy międzynarodowe:
- 2005 - Mistrzostwa panamerykańskie w Brazylii - Złoty medal 91 kg
- 2005 - Drużynowe mistrzostwa świata w Rosji - Srebrny medal 91 kg
- 2005 - Mistrzostwa świata w Chinach - Ćwierćfinał

## Kariera zawodowa
Luis Ortiz rozpoczął karierę zawodową w 2010 roku. Ze względu na swoje gabaryty i siłę przyjął przydomek ringowy „The Real King Kong”. Od początku kariery jest związany z grupą Golden Boy Promotions. Swoje pierwsze zawodowe tytuły (WBO i WBC Latino) zdobył w 2012 roku, pokonując przez dyskwalifikację Epifanio Mendozę. W 2014 roku Ortiz wywalczył tytuł tymczasowego mistrza świata federacji WBA po pokonaniu przez nokaut w 1 rundzie Latefa Kayode, jednak niedługo później został pozbawiony pasa ze względu na obecność w jego organizmie niedozwolonych środków.
17 października 2015 roku odzyskał tytuł WBA interim, tym razem bez żadnych kontrowersji stopując w trzeciej rundzie Matiasa Vidondo z Argentyny. W pierwszej obronie pasa pokonał przed czasem w siódmej rundzie na gali w Nowym Jorku Bryanta Jenningsa.
5 marca 2016 w  Waszyngtonie pokonał przez nokaut w szóstej rundzie Amerykanina Tony’ego Thompsona (40-7, 27 KO).
12 listopada 2016 w Monte Carlo pokonał na punkty 120:105, 120:106 i 119:106 Amerykanina Malika Scotta (38-3-1, 13 KO), zdobywając interkontynentalny pas organizacji WBA wagi ciężkiej.
10 grudnia 2016 w Manchesterze pokonał przez techniczny nokaut w siódmej rundzie Brytyjczyka Davida Allena (9-2-1, 6 KO).
8 grudnia 2017 roku w Hialeah zwyciężył przez nokaut w drugiej rundzie Daniela Martza (16-5-1, 13 KO).
3 marca 2018 w hali Barclays Center na Brooklynie zmierzył się z mistrzem WBC Amerykaninem Deontayem Wilderem (42-1-1, 41 KO). Przegrał przez TKO w dziesiątej rundzie.
28 lipca 2018 w Los Angeles pokonał przez techniczny nokaut w drugiej rundzie Rumuna Razvana Cojanu (16-4, 9 KO).
2 marca 2019 na Brooklynie, wygrał na punty 99:91, 99:91 i 100:90 z Christianem Hammerem (24-6, 14 KO).
4 września 2022 w Los Angeles przegrał na punkty z Andym Ruizem Jr (111-114, 111-114, 112-113). Podczas tego pojedynku trzykrotnie był liczony.